# 圣天使长米迦勒主教座堂 (贝尔格莱德)

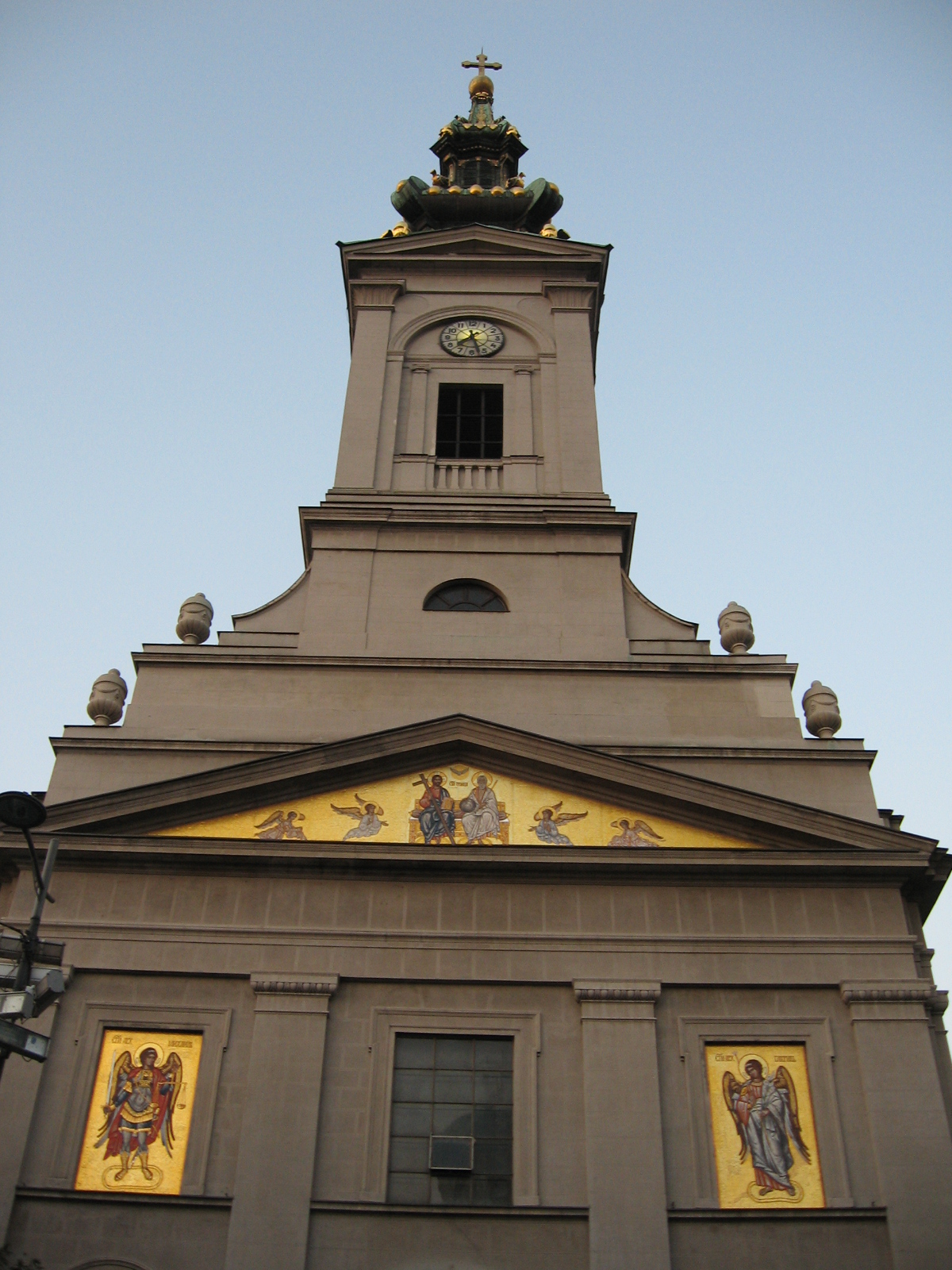
主教座堂

圣天使长米迦勒主教座堂（Saborna Crkva Sv. Arhangela Mihaila）是一座塞尔维亚东正教会教堂，位于塞尔维亚贝尔格莱德市中心。这是塞尔维亚最重要的宗教场所之一，也是该市著名的旅游景点。当地人通常简称为主教座堂。
该教堂供奉天使长米迦勒，建于1837年至1840年，古典主义风格，带有巴洛克晚期元素。内部装饰华丽。设计者是来自潘切沃的 Adam Friedrich Kwerfeld。
堂内保存有塞尔维亚圣人的圣髑，以及塞尔维亚教会和君主的头。
主教座堂对面的宗主教府建于1934年到1935年，由建筑师卢科姆斯基设计。1979年，圣米哈伊尔主教座堂宣布为重要文化古迹，受到政府保护。